# Daugavastadion (Liepāja)
Het Daugavastadion is een multifunctioneel stadion in Liepāja (Letland). Het is de thuisbasis van voetbalclub FK Liepāja. Het stadion biedt plaats aan 4.022 toeschouwers. Door de aanwezigheid van een atletiekbaan kan ook deze sport in het stadion worden bedreven. Het stadion ligt op slechts enkele tientallen meters van de Oostzeekust. Vorige namen van het stadion zijn Strādniekustadion (Arbeidersstadion) en Pilsētasstadion (Gemeentelijk stadion).

## Interlands
| 1 | 10 juli 1992  | Letland – Estland  | 2 – 1 | Vriendschappelijk | 1.500 |
| 2 | 11 juli 1992  | Estland – Litouwen | 1 – 1 | Vriendschappelijk | 500   |
| 3 | 12 juli 1992  | Letland – Litouwen | 2 – 3 | Vriendschappelijk | 4.300 |
| 4 | 21 april 1998 | Letland – Litouwen | 1 – 2 | Vriendschappelijk | 2.500 |
| 5 | 29 mei 2014   | Letland – Estland  | 0 – 0 | Vriendschappelijk | 2.115 |
| 6 | 31 mei 2014   | Letland – Litouwen | 1 – 0 | Vriendschappelijk | 2.300 |
| 7 | 1 juni 2016   | Letland – Litouwen | 2 – 1 | Vriendschappelijk | 2.305 |
| 8 | 8 juni 2024   | Letland – Litouwen | 0 – 2 | Vriendschappelijk | 3.505 |
| 9 | 11 juni 2024  | Letland – Faeröer  | 1 – 0 | Vriendschappelijk | 1.414 |

Virslīga:
Arkādijastadion (FS METTA/Latvijas Universitāte) ·
Celtnieksstadion (BFC Daugavpils) ·
Daugavastadion (FK Daugava Daugavpils) ·
Daugavastadion (FK Liepāja) ·
Daugavastadion (FK Daugava Riga) ·
Gulbenesstadion (FB Gulbene) ·
Jelgavastadion (FK Jelgava) ·
Skontostadion (Skonto FC) ·
Slokasstadion (FK Spartaks Jūrmala) ·
Ventspilsstadion (FK Ventspils)